# Che poi
Che poi è un singolo del rapper italiano Carl Brave, pubblicato il 22 gennaio 2020 come primo estratto dal secondo album in studio Coraggio.

## Video musicale
Il video, ambientato nell'antica Roma, è stato reso disponibile il 22 gennaio 2020 attraverso il canale YouTube del rapper. Il video ha visto la partecipazione di Carlo Verdone.

## Tracce
1. Che poi – 3:08

## Classifiche
| Classifica (2020) | Posizione massima |
| ----------------- | ----------------- |
| Italia            | 8                 |